# كليفلاند بارونز
كليفلاند بارونز (بالإنجليزية: Cleveland Barons)‏ هو نادي هوكي الجليد أمريكي تأسس في 1976.